# Der Erdstrommotor
Der Erdstrommotor (alternativ: Der geheimnisvolle Hut) ist der erste Teil einer 14-teiligen Serie mit Sherlock Holmes als Hauptfigur. Hugo Flink spielte Sherlock Holmes, Regie führte Carl Heinz Wolff.

## Handlung
Sherlock Holmes klärt einen Fall, in dem ein Räuber einer Erfindung sich als der eigentliche Urheber ausgibt.

## Hintergrund
Produziert wurde der Film von Wolffs eigener Gesellschaft Kowo. Die Länge des Films beträgt fünf Akte mit einer Gesamtlänge von 4787 Fuß, das entspricht ca. 80 Minuten Laufzeit. Die Polizei Berlin belegte ihn mit einem Jugendverbot (Nr. 40838), ebenso wie die Reichsfilmzensur erneut am 12. August 1921 (Nr. 667). Die Polizei München erlaubte keine Ankündigung als Detektivfilm (Nr. 25242, 25243, 25244, 25245).